# Origuchi Teruki
Origuchi Teruki (sinh ngày 21 tháng 5 năm 2001) là một cầu thủ bóng đá người Nhật Bản.

## Sự nghiệp câu lạc bộ
Origuchi Teruki hiện đang chơi cho Cerezo Osaka.